# MS Ventura
Le MS Ventura est un bateau de croisière appartenant à la société P&O Cruises, construit à Monfalcone par le chantier italien Fincantieri. Il a été mis en service en avril 2008.

Il a comme sister-ship le MS Azura, mis en service en 2010. À eux deux, ils forment une sous-classe, la classe Ventura (design modifié), de la classe Grand class.